# Magdalena Georgieva
Magdalena Georgieva, född den 7 december 1962 i Brestovitsa i Bulgarien, är en bulgarisk före detta roddare.
Hon tog OS-brons i singelsculler i samband med de olympiska roddtävlingarna 1988 i Seoul.